# Mikołaj Baranowski (podczaszy)
Mikołaj Baranowski herbu Ostoja (zm. po 1733) – właściciel dóbr ziemskich w Pilicy, Łękawicy i Zakrzewie, sędzia kapturowy czerski, podczaszy bracławski.

## Życiorys
Mikołaj Baranowski należał do rodziny wywodzącej się z Jurzykowa (obecnie Jerzykowo koło Pobiedzisk), położonego w dawnym pow. gnieźnieńskim województwa poznańskiego. Jego rodzina należała do rodu heraldycznego Ostojów. Był synem Jana Baranowskiego, miecznika bracławskiego i Elżbiety Młochowskiej. W związki małżeńskie wstępował dwukrotnie. Jego pierwszą żoną była Zuzanna Szałapska, z którą spisywał dożywocie w 1690 roku. Miał z nią kilkoro dzieci: Jana, Bogusława, Stefana, Mikołaja, Piotra, Andrzeja i Zuzannę. Drugą małżonką Mikołaja Baranowskiego była Anna Laskowska, córka Marcina, podczaszego inflanckiego i Anny z Cebrowskich, z którą miał syna Floriana i córki – Mariannę i Agnieszkę.
Mikołaj Baranowski był właścicielem dóbr ziemskich w Pilicy, Łękawicy i Zakrzewie. W roku 1746 synowie jego dokonali podziału tych dóbr. Mikołaj Baranowski sprawował urzędy sędziego kapturowego czerskiego w 1733 roku oraz podczaszyego bracławskiego.